# TMNT: Mutant Melee
TMNT: Mutant Melee — компьютерная игра в жанре файтинга о персонажах комиксов Кевина Истмена и Питера Лэрда, Черепашках-ниндзя. Была разработана и издана японской компанией Konami в 2005 году для платформ Xbox, GameCube, Windows и PlayStation 2 по мотивам мультсериала «Черепашки-ниндзя» 2003 года. 
Игра получила негативные отзывы от критиков. Рецензенты игровых изданий сетовали на устаревшую сел-шейдинговую графику, неотзывчивую и однообразную боевую систему и версию для Windows в целом. С другой стороны, они хвалили проект за большое количество игровых персонажей и несколько мини-игр.

## Игровой процесс

Скриншот игрового процесса

TMNT: Mutant Melee — файтинг, в котором игрок управляет одним из персонажей мультсериала «Черепашки-ниндзя» 2003 года. В сражениях герои используют обычные и сильные атаки, которые могут объединить в комбо-удары. Также они способны атаковать в прыжке, бросать сюрикены и блокировать удары противников. После полного истощения очков здоровья персонажи попадают в «нокаут» и возрождаются на уровне с заполненной шкалой жизни. Помимо очков здоровья, протагонисты обладают дополнительным индикатором, который заполняется по мере нанесения ударов по противникам и открывает доступ к специальной атаке, с более широким радиусом действия и бо́льшим уроном. Ещё одним средством ведения боя является попадающееся на боевых аренах огнестрельное и холодное оружие. Подобравший его персонаж получает дополнительное преимущество в сражении: например, с помощью пулемёта он может атаковать оппонента на расстоянии, а если в его распоряжение попадает топор, то враг потеряет равновесие от первого же нанесённого удара; с другой стороны, это оружие замедляет скорость атаки. Также на уровнях встречаются внутриигровые бонусы, повышающие силу, скорость или защиту. Они содержатся в ящиках, которые персонажи могут бросать друг в друга.
В Mutant Melee есть 22 игровых персонажа — 10 из них доступны в начале игры, а остальные 12 открываются по мере прохождения сюжета —  и два основных режима: Adventure story и Melee match. В первом случае игрок проходит сюжетную кампанию за 10 персонажей. В Adventure story представлена линейная структура повествования, однако в некоторых случаях присутствует разветвление на несколько миссий. Перед началом каждого этапа сюжетного режима появляется описание, раскрывающее условия для его успешного завершения: например, в начальных миссиях игрок должен выполнить несколько боевых комбинаций на тренировочных манекенах, а в последующих — победить определённое количество противников за отведённое время. В Melee match игрок проводит свободный поединок с ИИ или другими пользователями в кооперативе. Этот режим состоит из четырёх мини-игр: 
- Last Man Standing — в сражении побеждает последний выживший протагонист[8].
- Knock Out — игроку необходимо провести наибольшее количество нокаутов за отведённое время[8].
- King of the Hill — игрок набирает очки посредством пребывания в луче света, который периодически перемещается по уровню[8].
- Keep away — пользователь пытается как можно дольше удержать сундук с монетами от других игроков[8].

Сражения разворачиваются на интерактивных локациях с различными препятствиями: например, по переулку периодически проезжают машины, которые сбивают с ног оказавшихся на проезжей части бойцов, а на крыши зданий время от времени падают бомбы. В некоторых локациях встречаются секции без барьеров, ломающиеся напольные стеклянные панели и взрывающиеся мосты, так называемые «зоны мгновенного убийства»: при падении с них персонаж теряет все очки здоровья. Как и в случае с протагонистами, часть этапов (15 арен из 24) заблокирована до определённого момента прохождения. Также в игре есть другие открываемые элементы: концепт-арты, внутриигровое видео, биографии героев и злодеев, история серии комиксов и сведения о фигурках от компании Playmates Toys. Пользователь может приобрести этот дополнительный контент в библиотеке игры за внутриигровую валюту — жетоны, которые он получает за победу в поединках.

## Разработка и выпуск
За разработку TMNT: Mutant Melee отвечало подразделение японской компании Konami под названием Konami Computer Entertainment Hawaii, члены которой ранее работали над серией музыкальных игр Dance Dance Revolution. В январе 2005 года в Сан-Франциско состоялась ежегодная пресс-конференция Konami Gamers’ Day, на которой представители компании анонсировали выход новой игры по мотивам мультсериала «Черепашки-ниндзя» 2003 года в жанре файтинга для платформ Xbox, GameCube, Windows, PlayStation 2. Тогда же стало известно, что в Mutant Melee появятся: более 20 персонажей, два режима, четыре мини-игры и кооператив для четырёх игроков. Персонажей озвучили актёры из одноимённого мультсериала. 
ESRB присвоила проекту рейтинг «T» («Teen»). Выход Mutant Melee для Xbox, GameCube и Windows состоялся в марте того же года, а на PlayStation 2  игра вышла в октябре.

## Восприятие и наследие
| Сводный рейтинг       | Сводный рейтинг | Сводный рейтинг | Сводный рейтинг |
| Издание               | Оценка          | Оценка          | Оценка          |
| Издание               | GC              | PC              | Xbox            |
| --------------------- | --------------- | --------------- | --------------- |
| GameRankings          | 46,18 %         | N/A             | 42,20 %         |
| Metacritic            | 44/100          | 34/100          | 43/100          |
| Иноязычные издания    |                 |                 |                 |
| Издание               | Оценка          | Оценка          | Оценка          |
| Издание               | GC              | PC              | Xbox            |
| GameSpot              | 4,3/10          | N/A             | 4,3/10          |
| GameSpy               | [ 3 ]           | N/A             | [ 3 ]           |
| GameZone              | 5,5/10          | N/A             | 5,7/10          |
| IGN                   | 5,5/10          | N/A             | N/A             |
| Nintendo Power        | 2,1/5           | N/A             | N/A             |
| Nintendo World Report | 5/10            | N/A             | N/A             |
| OXM                   | N/A             | N/A             | 3,8/10          |
| TeamXbox              | N/A             | N/A             | 5/10            |
| X-Play                | [ 23 ]          | N/A             | [ 23 ]          |

TMNT: Mutant Melee получила негативные отзывы от критиков. На сайте-агрегаторе рецензий Metacritic версия для Xbox имеет 43 балла из 100, для GC — 44 балла из 100, а для PC — 34 балла из 100.
В своей рецензии для GameSpot Алекс Наварро критиковал игру за: однообразную боевую систему, полные неприятных препятствий тесные помещения, небольшое количество режимов, «жалкий» Adventure story, отсутствие интересного дополнительного контента и, в первую очередь, за устаревшую графику, созданную с помощью технологии сел-шейдинга. Несмотря на положительную оценку игры в целом, Леонид Давыдов из StopGame.ru сетовал на резкую прорисовку персонажей на фоне текстурированных локаций. Рецензент «Игромании» Степан Чечулин также назвал графику «архаичной» и раскритиковал версию для персональных компьютеров, утверждая, что проект может доставить игрокам удовольствие исключительно на консолях и в режиме кооперативного прохождения. Обозреватель Absolute Games высказал схожее мнение, назвав проект сугубо «консольным», а управление на клавиатуре — «кошмарным» и посоветовал владельцам компьютеров воздержаться от покупки геймпадов и данной версии игры. По мнению ряда рецензентов, Mutant Melee пыталась походить на проекты игровой серии Super Smash Bros., однако не преуспела в этом.
Многие критики сетовали на неотзывчивую боевую систему Mutant Melee. Рецензент GameZone Майкл Лафферти назвал её однообразной, построенной на нажатии одних и тех же кнопок и «редком задействовании мозга». Патрик Клепек из GameSpy утверждал, что пользователь не имеет возможности передохнуть во время сражений, так как новые враги возникают на уровнях ещё до того, как тот успевает победить предыдущих. Кроме того, по мнению Клепека, противники имеют явное преимущество, так как им достаточно нанести всего несколько ударов, чтобы наполовину опустошить шкалу здоровья игрока, а огнестрельное и холодное оружие только усиливает их доминирование на поле боя. Обозреватель Nintendo World Report Джонатан Меттс критиковал плохую реализацию ИИ и посоветовал пользователям проходить игру в кооперативе с другими игроками. В то же время рецензент IGN Хуан Кастро отметил, что персонажи в Mutant Melee контролируются лучше, чем в предшествовавшей ей Battle Nexus.
С другой стороны, критики хвалили большое количество игровых персонажей. Рецензент Absolute Games заявил, что визуальная составляющая игры была не хуже, чем в предыдущих проектах по мотивам мультсериала 2003 года: «модели стали более угловатыми, уровни — схематичнее, но появился шарм и неуловимая „мультяшная“ лёгкость». Лафферти высоко оценил анимацию боевых искусств, а Чечулин признал, что в игре есть неплохие интерактивные арены. Кастро назвал «зоны мгновенного убийства» лучшей частью представленных в игре локаций. Давыдов описал Mutant Melee как «приятный, динамичный и разнообразный файтинг». Рецензента впечатлило большое количество различных задач в Adventure story и мини-игр в Melee match.
В январе 2006 года Ubisoft приобрела права на разработку и издание игр про Черепашек-ниндзя. После выхода The Cowabunga Collection (2022), представляющего собой сборник игр Konami 1980-х и 1990-х годов, продюсер Чарльз Мураками заявил, что этот проект появился благодаря бурным просьбам фанатов франшизы, поэтому не стал исключать выхода аналогичного сборника с играми по мотивам мультсериала 2003 года.